# Armina loveni
Armina loveni is een slakkensoort uit de familie van de Arminidae. De wetenschappelijke naam van de soort werd in 1860 voor het eerst geldig gepubliceerd door Bergh.

## Beschrijving
Dit is een zeldzame naaktslak tot 4 cm lang. Het heeft een afgeplat bladachtig uiterlijk met korte stompe rinoforen aan de voorkant van de mantel. De voorste rand van de mantel is ingesprongen om de rinoforen te beschermen, die aan de basis verenigd zijn en aan de voorkant een gezwollen sensorische uitgroei hebben. Het hoofd draagt de rinoforen en een groot, plat, ovaal kopschild, boven de mond. De ruime mantel is steenrood met een witte voet en tot 50 kenmerkende witte longitudinale ribbels, die onregelmatig en golvend kunnen zijn, vooral naar de bleke randen toe. Talloze grote defensieve klieren bevinden zich in de mantelrand en onder de rand bevindt zich een symmetrische reeks uitsteeksels, de kieuwen (tot 20 longitudinale vouwen) en de laterale lamellen (aantal tot 30 aan elke kant).

## Verspreiding
Verspreide beschrijvingen van de Shetland-eilanden, de oostkust van Schotland, het zuidwesten van Engeland, de Keltische Zee, Ierland, het eiland Man en het westen van Schotland.